# 가락식토기
가락식토기(可樂式土器)는 서울특별시 송파구 가락동 유적에서 출토된 토기이다. 1963년, 고려대학교 박물관에 의해 발굴되었다.

## 참고 자료
- 가락식토기 - 한국민족문화대백과사전